# Naohiro Ogawa
Naohiro Ogawa, född 1944, är en japansk befolkningsekonom.
Naohiro Ogawa disputerade i ekonomi vid University of Hawaii i Honolulu i USA. Han är professor vid Nihon University i Tokyo i Japan.